# دز فارو
ده فارو (انگلیسی: Des Farrow; ۱۱ فوریهٔ ۱۹۲۶ – ۵ ژانویهٔ ۲۰۱۹) بازیکن فوتبال اهل بریتانیا بود.
از باشگاه‌هایی که در آن بازی کرده‌است می‌توان به باشگاه فوتبال استوک سیتی، باشگاه فوتبال پیتربورو یونایتد، باشگاه فوتبال کویینز پارک رنجرز، و باشگاه فوتبال لستر سیتی اشاره کرد.